# Albert Demangeon
Albert Demangeon (13 juni 1872 – 25 juli1940), was een Frans geograaf en hoogleraar aan de Sorbonne

## Levensloop
Albert Demangeon groeide op in Gaillon in het Franse departement Eure. Hij kreeg zijn opleiding in Evreux en het Collège Sainte-Barbe in Parijs. Daarna studeerde hij geografie en geschiedenis aan de École normale supérieure in Parijs, waar hij in 1895 afstudeerde. Hij was een tijd leraar in Reims en Amiens. In 1904 werd hij docent (maître surveillant) aan de universiteit van Lille. In 1905 voltooide hij zijn proefschrift ‘La Picardie et les régions voisines. Artois, Cambrésis, Beauvaisis‘. In 1908 werd hij benoemd tot hoogleraar geografie aan de universiteit van Lille.
In 1911 volgde zijn benoeming tot maître de conférences aan de Sorbonne, waar Vidal de la Blache de leerstoelhouder voor geografie was. In 1912 was hij een van de tien Franse geografen die deel namen aan de ‘American Geographical Society’s Trans Continental Excursion. Deze excursie, een initiatief van William Morris Davis, bracht geografen van verschillende nationaliteiten met elkaar in contact en bevorderde de internationale samenwerking .
Gedurende de Eerste Wereldoorlog was Demangeon werkzaam bij de Service géographique de l’Armée. Hij was ook een van de adviseurs van de Franse regering bij het Verdrag van Versailles in 1919. In 1920 werd hij Chevalier de la Légion d’ Honneur.
In 1925 werd Demangeon benoemd tot hoogleraar Economische Geografie aan de Sorbonne. Hij doceerde daar tot zijn dood in juli 1940.

## Wetenschappelijk werk

### Proefschrift
Het proefschrift van Demangeon was geschreven in de geest van de ‘tradition vidalienne’ . Centraal stond de beschrijving  van het ‘genre de vie’, de wijze waarop de mens zich had aangepast en gebruik maakte van de natuurlijke omgeving. De leerlingen van Vidal de la Blache hebben een groot aantal regionale monografieën geschreven en de studie van Demangeon over Picardië gold als een modelstudie. In deze studie had Demangeon nog veel aandacht voor de kenmerken van het natuurlijk milieu. De basis voor de beschrijving van het natuurlijk milieu werd gelegd door talrijke observaties in het veld. De combinatie van veldwerk en archiefonderzoek werd typerend voor de Franse geografie in het begin van de 20e eeuw .

### Limousin
In de periode 1906-1911 deed Demangeon onderzoek in de Limousin. Hij verbleef er elk jaar 2-4 weken en maakte lange voettochten door het terrein. Geomorfologische vraagstukken stonden daarbij centraal. Hij volgde de opvattingen van William Morris Davis over de basisprincipes van de erosiecyclus. In 1911 presenteerde Demangeon tijdens een excursie in het gebied zijn resultaten voor een gezelschap geografen, waaronder ook Davis .

### Géographie Universelle
In 1907 was Vidal de la Blache begonnen met de voorbereiding van een ambitieus project om de wereld te beschrijven in een aantal geografische monografieën. Zo ontstond de serie ‘Géographie Universelle’. Vidal de la Blache verzocht zijn leerlingen om medewerking en Demangeon nam de eerste twee delen voor zijn rekening. In 1927 verscheen ‘Les Iles Britaniques’ en in hetzelfde jaar ook ‘Belgique, Pays Bas, Luxembourg’. In zijn studie over het Verenigd Koninkrijk was goed te zien, dat zijn aandacht was verschoven van een ecologische benadering zoals in zijn proefschrift, naar een meer economisch-geografische aanpak met veel aandacht voor de handelsrelaties . Hij nam ook de sociale en economische geografie van Frankrijk voor zijn rekening, maar kon het manuscript niet zelf voltooien. Zijn schoonzoon Aimé Vincent Perpillou bewerkte het meer dan 1000 pagina’s tellende manuscript tot de laatste delen van de serie, die tussen 1946 en 1948 bij Armand Colin werden uitgegeven .

### Le déclin de l’Europe
Tussen 1920 en 1927 had Demangeon een groot aantal artikelen gepubliceerd op het gebied van de economische geografie en de internationale relaties. In 1920 kwam ‘Le déclin de l’Europe’ uit. Het werd vertaald in het Engels en verscheen in de Verenigde Staten onder de titel ‘America and the Race for World Domination’ (1921). In zijn visie was Europa uitgeput geraakt door de Eerste Wereldoorlog, terwijl Japan en vooral ook de Verenigde Staten de industriële productie hadden opgevoerd. De Europese exportmarkten van vóór 1914 waren door Japan en de Verenigde Staten overgenomen en het centrum van de financiële wereld was verplaatst van Londen naar New York. De dollar was de dominante munteenheid geworden. Hij stelde later dat Europa zich als een federaal machtsblok moest gaan organiseren. Dit idee werd door Aristide Briand opgepakt. In 1929 pleitte Briand voor een verenigd Europa in de League of Nations .

### Koloniale geografie
Demangeon had zich al na zijn benoeming in Lille uitvoerig bezig gehouden met de geografie van  het Verenigd Koninkrijk. Hij deed onderzoek naar de koloniale activiteiten van het Verenigd Koninkrijk en legde dit vast in ‘L’Empire britanique. Étude de géographie coloniale’ (1923). Volgens Demangeon stonden de koloniale activiteiten van het Verenigd Koninkrijk model voor de Europese kolonisatie van Afrika en Azië. Het boek was een succes en werd meerdere malen herdrukt .

### De Rijn
Demangeon publiceerde een groot aantal artikelen over uiteenlopende onderwerpen in het tijdschrift Annales de Géographie en het multidisciplinaire tijdschrift Annales d’historie économique et sociale dat geredigeerd werd door Marc Bloch en Lucien Febvre. Met de laatstgenoemde schreef hij ‘Le Rhin. Problème d’histoire et d’économie’ dat in 1935 verscheen.

### Geopolitiek
Als specialist voor de geografie van Noordwest Europa had Demangeon minder belangstelling voor de geografie van Duitsland en Midden Europa. Maar na 1930 veranderde dat. De aandacht voor (economische) internationale relaties zette hem op het spoor van de politieke geografie. Deze specialisatie had in Frankrijk nog weinig beoefenaren in tegenstelling tot de situatie in Duitsland. Daar was met name de Geopolitiek als een vorm van toegepaste politieke geografie na 1920 belangrijk geworden. Demangeon was een van de weinige geografen die fel stelling namen tegen de geopolitieke ideeën van Karl Haushofer. Voor hem was de Geopolitiek geen wetenschap en hij maakte dat duidelijk in een aantal artikelen in de Annales de Géographie .

### Woonvormen op het Franse platteland
Gedurende zijn hele carrière publiceerde Demangeon artikelen, vooral in het tijdschrift waarvan hij hoofdredacteur was: de Annales de Géographie. Opvallend waren de artikelen over de rurale geografie van Frankrijk en met name die over de verscheidenheid aan nederzettingsvormen. Zijn onderzoek had een stevige empirische basis omdat hij uitvoerig gebruik maakte van veldwerk en enquêtes. De tot dan toe veel gebruikte morfologische benaderingswijze van de nederzettingsvormen werd door hem aangevuld met een functionele aanpak. Daarbij werd ook gekeken naar de relatie tussen de vorm van de huizen en nederzettingen en de agrarische activiteiten. Demangeon publiceerde in 1920 een schets van een nederzettingsclassificatie, waarvoor hij een coderingssysteem had ontworpen

## Publicaties, een selectie
- 1905, La Picardie et les régions voisines. Artois, Cambrésis, Beauvaisis. Thèse de doctorat.
- 1907, Dictionnaire-manuel illustré de géographie, (met Joseph Blayac, Isidore Gallaud, Jules Sion en Antoine Vacher)
- 1911, La Montagne dans le Limousin. Étude de géographie humaine, Annales de Géographie
- 1920, L’habitation rurale en France, Essai de classification des principaux types, Annales de Géographie
- 1923, L’Empire britanique. Étude de géographie coloniale’
- 1927, Les Iles Britanniques, Géographie Universelle, I,
- 1927, Belgique, Pays Bas, Luxembourg. Géographie Universelle II
- 1927, La géographie de l’habitat rural, Annales de Géographie
- 1935, Le Rhin. Problème d’histoire et d’économie (met Lucien Febvre)
- 1942, Problèmes de géographie humaine
- 1946-48, La France économique et humaine. Géographie Universelle, VI, Vol 2 et 3